# Manuel Correa (fraile)
Fray Manuel Correa, en portugués: Manoel Correia, (¿Lisboa?, c. 1600-Zaragoza, 31 de julio de 1653) fue un músico portugués que vivió la mayor parte de su vida en España, destacado compositor y maestro de capilla de La Seo de Zaragoza perteneciente al período de máximo esplendor de la escuela polifónica aragonesa.

## Biografía
Nacido probablemente en Lisboa, estudió música con Filipe de Magalhaes (c. 1571 - 1652), maestro de la corte del duque de Braganza. También fue discípulo de Manuel Cardoso, maestro de capilla de Santa Catalina de Lisboa en 1625. Más tarde residió en Madrid, en un convento de su propia orden religiosa, la Orden de Carmelitas Descalzos y, en 1648, obtuvo el cargo de maestro de capilla de la Catedral de Sigüenza, en Guadalajara (España), donde sucedió a Pedro Fernández Buch. Durante 1649 se ausentó en varias ocasiones del cabildo para buscar músicos para la Catedral, llegando a ser amonestado en 1650.
El 5 de agosto de 1650 accede por oposición al cargo de Maestro de capilla en la Catedral del Salvador de Zaragoza, tras la marcha de su titular, Diego Pontac, a la seo valenciana. El cabildo de Guadalajara intentó retenerle por «el sentimiento que tiene el Cabildo de que se vaya a Zaragoza y se faciliten si hubiere algunos inconvenientes de estar aquí y se acuda a todo lo necesario».
Tuvo varios periodos de ausencia con licencia, y una de ellas, que comenzó el 7 de junio de 1652, debió ser prolongada, ya que se ordenó la suspensión se sueldo al terminar su licencia. Sin embargo, el 31 de octubre de 1652 se admitió una causa de enfermedad mientras el maestro estaba en Sigüenza, muriendo en verano de 1653 a causa de una epidemia de peste que asolaba la ciudad.
Su renombre en el cabildo zaragozano fue tal que llegaron a tener disputas con los frailes carmelitas superiores a Correa por la propiedad de un baúl con algunas obras y trabajos del compositor.

Por la muerte del maestro de capilla fray Manuel Correa, portugués, de la orden de Nuestra Señora del Carmen, calzados, quedó en poder de Don Miguel Martel, Coadjutor del Chantre, un baúl con los papeles y obras que tenía trabajadas, siendo de las mejores y más estimación que hasta ahora ha habido en España, pues por su grande habilidad le daba el Cabildo quinientos escudos de salario en dinero; siendo el primero en gracia para los villancicos, que con ser obra suya, quedaba para su Majestad y para toda España aprobada, oyéndola con grande aplauso; con que resolvió el Cabildo que el mismo Señor don Miguel con el señor canónigo Íñigo hagan ver esos papeles por los músicos más peritos de la Iglesia y si pareciese que se dé alguna cosa para su alma, porque tendría muchas obras que se trajo trabajadas a la Iglesia, para que queden en la Iglesia, que son muchas y buenas; y si acaso los Padres del Carmen pretendiesen algo en estos papeles, que se llevó el Prior la llave del baúl, que en ese caso se hagan diligencias por el juez eclesiástico emparándolos en poder del señor Chantre que los tiene por parte de la Iglesia, por la posesión en que está de quedar el Cabildo con los papeles de los maestros que mueren, como se hizo con los papeles del maestro Romeo, el último que murió, hacía cinco o seis años.
Cabildo de la Catedral de Zaragoza, 1 de agosto de 1653

## Obra
Su obra tuvo gran difusión en España, Portugal e Hispanoamérica. Podemos encontrar composiciones del autor repartidas por toda la geografía peninsular: Zaragoza, Alquézar, Madrid, Barcelona, Valencia, etc. y algunos ejemplos de su música en ciudades como Cuzco y Bogotá. 
Muchas de sus obras fueron posteriormente adquiridas por el rey Juan IV de Portugal, monarca melómano que adquirió una gran parte de los fondos musicales españoles, muchos de ellos perdidos durante el Terremoto de Lisboa de 1755, entre ellas su más celebrada obra: un motete a cinco voces titulado Adjuva nos, Deus noster, hoy desaparecido.
La mayor parte de sus obras musicales pertenecen al género de la polifonía vocal, y se conservan en el archivo de música de la Seo de Zaragoza. También perduran composiciones de Fray Manuel Correa el Libro de tonos humanos (manuscrito con colección de 227 piezas de la primera mitad del siglo XVII) donde 29 de ellas son de Correa, en la Biblioteca Nacional de España, la Biblioteca de Cataluña, la Catedral de Valladolid, en Portugal y en Cuzco (Perú).
- Polifonía religiosa: Himnos en latín a seis y ocho voces con bajo continuo.
- Polifonía profana: Villancicos, romances, jácaras; cantatas profanas que van desde corales a 3 voces hasta composiciones para doble coro a 10 y a 13 voces, bajo continuo, arpa y órgano en las más grandiosas.

Su obra profana es más innovadora, dándose sus principales aportaciones en el género del villancico los romances y las jácaras, mientras que en la música litúrgica mantiene en un tono más conservador. En sus villancicos desarrolla algunas técnicas como el empleo de disonancias naturales sin retardar o el uso de acordes alterados. Además musicalizó poemas de escritores como Santa Teresa de Jesús o Luis de Góngora y Argote. Fue considerado como uno de los polifonistas más importantes de su época en España e Iberoamérica, representante de la Escuela polifónica aragonesa con otros músicos como Melchor Robledo, Sebastián Aguilera de Heredia, Pedro Ruimonte, Urbán de Vargas y Diego Pontac.
Algunas ediciones en que se puede encontrar su obra son:
- Pedrell, Felipe (1919-1922). Cancionero popular español. I-IV.
- Querol Gavalda, Miguel (1970). Música barroca española, vol. I, Polifonía Profana (Cancioneros españoles del siglo XVII). Barcelona.
- Correa, Manuel (2018).  González-Valle, José Vicente, ed. La música en las Catedrales en el siglo XVII: los villancicos y romances de Fray Manuel Correa. Monumentos de la Música Española. Barcelona: CSIC. Consultado el 8 de agosto de 2021.